# Semën Farada
Semën L'vovič Ferdman o Farada (in russo Семён Львович Фердман, (Семён Фарада)?; Nikol'skoje, 31 dicembre 1933 – Mosca, 20 agosto 2009) è stato un attore russo.

## Filmografia parziale

### Cinema
- Kanikuly v kamennom veke (1967, diretto da Semyon Raytburt)
- Ostanovite Potapova! (1973, direto da Vadim Abdrashitov)
- Romans o vljublennych (1973, diretto da Andrej Končalovskij)
- Vse uliki protiv nego (1975, diretto da Vasile Brescanu)
- Mezhdu nebom i zemlyoy (1975, diretto da Mihail Badiceanu e Valeriy Kharchenko)
- Günlarin bir günü (1977, diretto da Yuliy Gusman e Rustam Ibragimbekov)
- Risk - blagorodnoe delo (1978, diretto da Yakov Segel)
- Garazh (1979)
- Charodei (1982)
- Formula dell'amore (1984)

### Televisione
- Vperyod, gvardeytsy! (1972, diretto da Valeri Akhadov)
- Frederik Moro (1973, diretto da Venyamin Smekhov)
- Duenya (1978, diretto da Mikhail Grigorev)